# Chrysochlorina vespertilio
Chrysochlorina vespertilio är en tvåvingeart som först beskrevs av Fabricius 1805.  Chrysochlorina vespertilio ingår i släktet Chrysochlorina och familjen vapenflugor. Inga underarter finns listade i Catalogue of Life.